# Town Line
Town Line és una concentració de població designada pel cens dels Estats Units a l'estat de Nova York. Segons el cens del 2000 tenia 2.521 habitants.

## Demografia
Segons el cens del 2000, Town Line tenia 2.521 habitants, 906 habitatges, i 759 famílies. La densitat de població era de 209,8 habitants per km².
Dels 906 habitatges en un 32% hi vivien nens de menys de 18 anys, en un 74,4% hi vivien parelles casades, en un 6,5% dones solteres, i en un 16,2% no eren unitats familiars. En el 13,2% dels habitatges hi vivien persones soles el 7,1% de les quals corresponia a persones de 65 anys o més que vivien soles. El nombre mitjà de persones vivint en cada habitatge era de 2,78 i el nombre mitjà de persones que vivien en cada família era de 3,05.
Per edats la població es repartia de la següent manera: un 23,9% tenia menys de 18 anys, un 6,1% entre 18 i 24, un 25,4% entre 25 i 44, un 31,1% de 45 a 60 i un 13,5% 65 anys o més.
L'edat mediana era de 42 anys. Per cada 100 dones de 18 o més anys hi havia 99,4 homes.
La renda mediana per habitatge era de 51.548 $ i la renda mediana per família de 57.054 $. Els homes tenien una renda mediana de 36.589 $ mentre que les dones 30.000 $. La renda per capita de la població era de 21.957 $. Entorn del 3,6% de les famílies i el 3,8% de la població estaven per davall del llindar de pobresa.